# Король Талси
«Король Талси» (англ. Tulsa King) — американський кримінальний драмедійний телесеріал, створений Тейлором Шеріданом разом із шоуранером Теренсом Вінтером для Paramount+. У серіалі знімається Сильвестр Сталлоне. Сталлоне грає капореджиме мафії, який щойно вийшов із в'язниці та був відправлений до Талси, штат Оклахома в США, де він намагається створити злочинну організацію. Світова прем'єра відбулася 13 листопада 2022 року.

## Синопсис
Двайт «Генерал» Манфреді — капореджиме нью-йоркської мафії, який відбув 25-річний термін ув'язнення, не здавши свого боса і його сина. Після звільнення із в'язниці Манфреді сподівається на достойну винагороду, але старий бос за підтримки нового покоління керівників сімейного клану відправляє його до «нічийної» провінційної Талси, штат Оклахома, щоб 75-річний мафіозо очолив кримінальний світ нової потенційно перспективної «вотчини» мафії. Не знаючи нікого в цьому районі та незнайомий із багатьма змінами в американському суспільстві, «Генерал» шукає нову команду, щоб разом створити кримінальну імперію в цьому тихому спокійному місті.

## Актори та персонажі

### Головні ролі
- Сильвестр Сталлоне — Двайт «Генерал» Манфреді, капо в сім'ї Інверніцці, якого відправляють до Талси після 25 років ув'язнення за вбивство, бос сім'ї Манфреді в Талсі
- Макс Казелла — Арманд Труїзі, колишній солдат Інверніцці, який почав нове життя в Талсі, працюючи на кінному ранчо Феннаріо після того, як порушив обітницю, дану родині. Він приєднується до команди Манфреді після невдалої спроби вбити його, солдата родини Манфреді та букмекера, команда Bred-2-Buck
- Доменік Ломбардоцці — Чарльз «Чікі» Інверніцці, він же Дон, підбосс, а пізніше бос родини Інверніцці
- Вінсент П'яцца[en] — Вінс Антоначчі, головний капо Чікі, а пізніше радник родини Інверніцці
- Джей Вілл — Тайсон Мітчелл, колишній водій таксі, який стає водієм Дуайта та першим членом синдикату Манфреді, партнер родини Манфреді, команда Bred-2-Buck
- Алан С. Петерсон — Піт «Скеля» Інверніцці, він же брат Дона «Фредо»
- Андреа Севідж — Стейсі Біл, любов Манфреді та старший агент АТФ
- Мартін Старр — Лоуренс «Боді» Ґейґерман, торговець марихуаною, якого Манфреді залучає для фінансування свого синдикату, партнер родини Манфреді, команда Even Higher Plane
- Ґаррет Гедлунд — Мітч Келлер, колишня зірка родео, колишній каторжник і власник бару, який є партнером синдикату Манфреді, лейтенант родини Манфреді, команда Bred-2-Buck
- Дана Ділейні — Маргарет, власниця кінного ранчо Феннаріо
- Татьяна Лія Заппардіно — Тіна Манфреді-Ґігер, бруклінська флористка і відчужена донька Двайта
- Аннабелла Шіорра — Джоанна Манфреді, молодша сестра Двайта
- Ніл Мак-Донаф — Кел Трешер (сезон 2), корумпований бізнесмен, великий виробник і розповсюджувач марихуани, нафтовий магнат
- Френк Ґрілло — Білл Бевілаква (сезон 2), бос родини Бевілаква з Канзас-Сіті

### Другорядні ролі
- Кріс Калдовіно — Денніс «Ґуді» Каранджі, давній капо та радник сім’ї Інверніцці, який приєднується до Манфреді в Талсі, заступник і консильєр родини Манфреді в Талсі
- Річі Костер  — Каолан Уолтріп, ірландський лідер банди байкерів-розбійників The Black Macadams (сезон 1)
- Емілі Девіс — Рошель «Роксі» Гаррінгтон; Колега Менні, стара леді з чорного макадамсу та інформатор Стейсі (сезон 1)
- Ронні Джин Блевінс[en] — Бен Гатчінс
- Баррі Корбін —і Малюк
- Майкл Біч — Марк Мітчелл, батько Тайсона
- Скарлет Роуз Сталлоне — Спенсер, колишня офіціантка, яку Дуайт найняв доглядати за його призовим конем
- Маккенна Квіґлі Гаррінґтон — Грейс, партнер родини Манфреді, команда Even Higher Plane
- Джейсон Коннері — Клінт, партнер родини Манфреді, команда Even Higher Plane
- Джастін Ґарсіа-Прунеда — Фред, партнер родини Манфреді, охоронець, команда Even Higher Plane
- Джонатан Джосс — «Погане обличчя», партнер родини Манфреді
- Глен Гулд — Джиммі «Крік», партнер родини Манфреді, виробник і дистриб’ютор марихуани
- Роберт Уокер Браншо — Карсон Пайк (сезон 1), члена банди «Чорні макадами».
- Стів Віттінг — Донні Шор, власник автосалону
- Джозеф Ріккобене — капо Джеррі Іззо (1-2 сезони) у родині Інверніцці
- Патрік Ян Мур — Джек Парадайз
- Річ Тінг — Джекі Мін (2 сезон), гангстер китайської тріади
- Ca$h Flo — Майкл «Бігфут» (сезон 2), партнер, силовик і охоронець родини Манфреді та двоюрідний брат Мітча, команда Bred-2-Buck

### Запрошені зірки
- Алан Отрі — Брайан Гіллен (сезон 1), колишній власник ранчо Феннаріо та колишній чоловік Маргарет Деверо
- Джеллі Ролл — грає самого себе (сезон 2), музиканта, якого Дуайт приймає за охоронця та двірника

## Епізоди

### Огляд сезонів
| Сезон | Епізоди | Епізоди | Оригінальний випуск | Оригінальний випуск |
| Сезон | Епізоди | Епізоди | Перший випуск       | Останній випуск     |
| ----- | ------- | ------- | ------------------- | ------------------- |
| 1     | 9       | 9       | 13 листопада 2022   | 8 січня 2023        |
| 2     | 10      | 10      | 15 вересня 2024     | 17 листопада 2024   |

### Сезон 1 (2022—2023)
| № серії (загалом) | № серії (в сезоні) | Назва серії                               | Режисер(и)    | Сценарист(и)                                   | Оригінальна дата виходу |
| --- | ------------------ | ----------------------------------------- | ------------- | ---------------------------------------------- | ----------------------- |
| 1 | 1                  | «Їдь на захід, старий» «Go West, Old Man» | Аллен Култер  | сюжет: Тейлор Шерідан, сценарій: Теренс Вінтер | 13 листопада 2022       |
| Двайт Манфреді звільняється з в'язниці, де він відсидів 25 років за скоєння вбивства нью-йоркської мафіозної сім'ї Інверніцці. Незважаючи на те, що він мовчав, щоб захистити боса Піта «Скелю» Інверніцці та його сина Дона Чарльза «Чікі» Інверніцці, Двайту наказано їхати до Талси, оскільки сім'я не має для нього жодних перспектив у Нью-Йорку. Двайт приїжджає у Талсу і швидко знайомиться з таксистом на ім'я Тайсон. Дізнавшись, що «трава» легально тут продається, Двайт пропонує «захист» власнику крамниці з продажу марихуани, Лоуренсу «Боді» Ґейґерману. Поки Двайт продовжує налагоджувати контакти у Талсі, ФБР повідомляє місцеву поліцію про його приїзд у місто. |                    |                                           |               |                                                |                         |
| 2 | 2                  | «Центр Всесвіту» «Center of the Universe» | Аллен Култер  | Теренс Вінтер та Джозеф Ріккобене              | 20 листопада 2022       |
| Двайт, Тайсон та Лоуренс «Боді» Ґейґерман відправляються в подорож, щоб уладнати деякі справи з постачальниками марихуани. Стейсі починає «копатися» в минулому Двайта. |                    |                                           |               |                                                |                         |
| 3 | 3                  | «Каприз» «Caprice»                        | Бен Річардсон | Реґіна Коррадо                                 | 27 листопада 2022       |
| Двайт шукає нові можливості для розширення бізнесу. Стейсі розповідає Двайту про те, як вона потрапила до Талси. |                    |                                           |               |                                                |                         |
| 4 | 4                  | «Місце відвідин» «Visitation Place»       | Бен Семанофф  | Дейв Флеботт                                   | 4 грудня 2022           |
| 5 | 5                  | «Такер Джо» «Token Joe»                   | Бен Семанофф  | Джозеф Ріккобене                               | 11 грудня 2022          |
| 6 | 6                  | «Стайня» «Stable»                         | Гай Ферленд   | Дейв Флеботт                                   | 18 грудня 2022          |
| 7 | 7                  | «Ворр-Ейкерс» «Warr Acres»                | Гай Ферленд   | Теренс Вінтер та Джозеф Ріккобене              | 25 грудня 2022          |
| 8 | 8                  | «Едоби Волз» «Adobe Walls»                | Лодж Керріган | Теренс Вінтер та Том Серчіо                    | 1 січня 2023            |
| 9 | 9                  | «Щасливі стежки» «Happy Trails»           | Лодж Керріган | Теренс Вінтер                                  | 8 січня 2023            |

### Сезон 2 (2024)
| № серії (загалом) | № серії (в сезоні) | Назва серії                                      | Режисер(и)     | Сценарист(и)                                      | Оригінальна дата виходу |
| ----------------- | ------------------ | ------------------------------------------------ | -------------- | ------------------------------------------------- | ----------------------- |
| 10                | 1                  | «Назад в сідло» «Back in the Saddle»             | Крейг Зіск     | Тейлор Елмор, Теренс Вінтер та Сильвестр Сталлоне | 15 вересня 2024         |
| 11                | 2                  | «Канзас Сіті Блюз» «Kansas City Blues»           | Крейг Зіск     | Стівен Ская та Теренс Вінтер                      | 22 вересня 2024         |
| 12                | 3                  | «Оклахома проти Манфреді» «Oklahoma v. Manfredi» | Джошуа Марстон | Теренс Вінтер та Джозеф Ріккобене                 | 29 вересня 2024         |
| 13                | 4                  | «Герої та лиходії» «Heroes & villains»           | Джошуа Марстон | Теренс Вінтер та Дейв Флеботт                     | 6 жовтня 2024           |
| 14                | 5                  | «Боротьба з вітряками» «Tilting at Windmills»    | Девід Семел    | Вільям Шмідт                                      | 13 жовтня 2024          |
| 15                | 6                  | Буде оголошено                                   | Невідомо       | Теренс Вінтер                                     | 20 жовтня 2024          |
| 16                | 7                  | Буде оголошено                                   | Невідомо       | Дейв Флеботт                                      | 27 жовтня 2024          |
| 17                | 8                  | Буде оголошено                                   | Невідомо       | Вільям Шмідт та Теренс Вінтер                     | 3 листопада 2024        |
| 18                | 9                  | Буде оголошено                                   | Невідомо       | Джозеф Ріккобене                                  | 10 листопада 2024       |
| 19                | 10                 | Буде оголошено                                   | Невідомо       | Теренс Вінтер та Сильвестр Сталлоне               | 17 листопада 2024       |

## Виробництво
Про фільмування серіалу Король Талси вперше було оголошено у грудні 2021 року. Першою робочою назвою нового серіалу Paramount+ стала Kansas City. Було оголошено, що серіал створить Тейлор Шерідан з шоуранером Теренсом Вінтером. Актор Сильвестр Сталлоне був обраний на головну роль у серіалі, де він дебютував на телебаченні. У лютому 2022 року змінили назву та концепцію телесеріалу. Сюжет перенесли до Талси замість Канзас-Сіті. До акторського складу додалися Макс Казелла, Доменік Ломбардоцці, Вінсент Піацца та Джей Вілл. У травні додалися Е. С. Петерсон, Андреа Севідж, Мартін Старр та Ґаррета Гедлунда, а у червні Дана Ділейні. У серпні до акторського складу додалася Аннабелла Скіорра.
Шерідан створив серіал під час пандемії COVID-19. Лише за тиждень він придумав ідею та написав пілотний епізод із Сильвестром Сталлоне у головній ролі. Фільмування почалися 29 березня 2022 року в міжнародному аеропорту Талси і тривали до кінця серпня.
Вихід серіалу відбувся 13 листопада 2022 року на Paramount+. Перші два епізоди Король Талси з'явилися в телевізійному ефірі на Paramount Network 13 і 20 листопада, напередодні виходу п'ятого сезону Єллоустоуна.